# Bury St Edmunds
Bury St Edmunds este un oraș în comitatul Suffolk, regiunea East, Anglia. Orașul se află în districtul St Edmundsbury a cărui reședință este.

## Personalități
- Chrissie Wellington